# Nietkowice (przystanek kolejowy)
Nietkowice – przystanek osobowy na linii kolejowej nr 273 w miejscowości Nietkowice w Polsce, w województwie lubuskim, w powiecie zielonogórskim, w gminie Czerwieńsk.

## Wymiana pasażerska
| Rok  | Wymiana pasażerska na dobę |
| ---- | -------------------------- |
| 2017 | 100-149                    |
| 2022 | 100-149                    |